# NGC 744
NGC 744 è un piccolo ammasso aperto visibile nella costellazione di Perseo.

## Osservazione

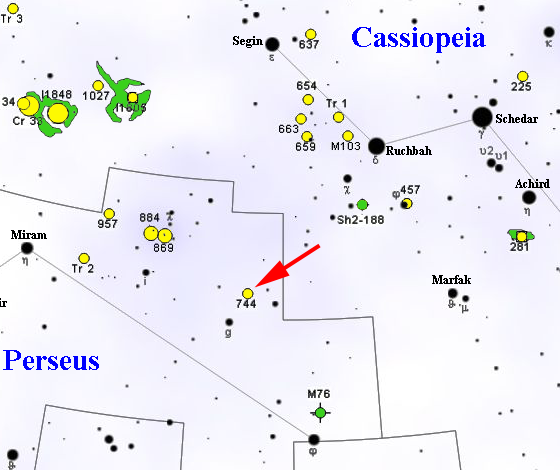
Mappa per individuare NGC 744.

Si individua in una regione relativamente povera di stelle appariscenti ma piuttosto ricca di campi stellari di fondo, circa 3,5° a sudovest rispetto al celebre Ammasso Doppio; le sue componenti principali sono di magnitudine 10 e la loro bassa concentrazione rende l'oggetto non semplice da definire. Attraverso un binocolo è quasi invisibile, mentre con un telescopio da 120mm di apertura si può distinguere un addensamento di una quindicina di stelle fino alla magnitudine 12; l'oggetto è ben risolto anche a bassi ingrandimenti proprio a causa della sua debole concentrazione.
La declinazione fortemente settentrionale di quest'ammasso favorisce notevolmente gli osservatori dell'emisfero nord, da cui si presenta circumpolare fino alle latitudini medio-basse; dall'emisfero australe d'altra parte resta piuttosto basso e non è osservabile dalle aree lontane dalla zona tropicale. Il periodo migliore per la sua osservazione nel cielo serale è quello compreso fra agosto e gennaio.

## Storia delle osservazioni
NGC 744 venne individuato per la prima volta da John Herschel nel 1831 attraverso un telescopio riflettore da 18,7 pollici appartenuto a suo padre William; egli lo inserì poi nel suo General Catalogue of Nebulae and Clusters col numero 451.

## Caratteristiche
NGC 744 è un ammasso aperto di piccole dimensioni e assai disperso; la sua distanza è stimata attorno ai 1207 parsec (3935 anni luce) e giace sul bordo esterno del Braccio di Orione, nello stesso ambiente galattico in cui si trova la giovane associazione Camelopardalis OB1.
Si tratta di un oggetto molto poco studiato; la sua età è stimata sui 177 milioni di anni e contiene diverse stelle di classe spettrale A e F, mentre mancano del tutto stelle massicce delle classi O e B, le quali, se presenti inizialmente, hanno già terminato il loro ciclo vitale.